# Linia kolejowa Frose – Quedlinburg
Linia kolejowa Frose – Quedlinburg – jednotorowa i niezelektryfikowana linia kolejowa w kraju związkowym Saksonia-Anhalt, w Niemczech. Łączy miejscowości Frose z Quedlinburgiem. Linia została wycofana z eksploatacji w 2004, a następnie przebudowana na odcinku Gernrode - Quedlinburg na kolej wąskotorową. Od 26 czerwca 2006 część wąskotorowa jest ponownie w użyciu jako Selketalbahn.